# Palau del Rei de Roma
El palau del Rei de Roma és el nom que tenia el projecte de dos edificis gegantins que havien d'esdevenir residències del Rei de Roma, o sigui el fill de l'emperador Napoleó I, el futur Napoleó II. Es tractava de bastir aleshores un palau immens, que l'Emperador volia que se situés a París damunt del turó de Chaillot, per a dominar el pont d'Iéna, amb un palauet, que s'edificaria a Rambouillet a partir de l'antic hotel del Govern, que havia estat anteriorment residència del comte d'Angiviller. Amb tot el projecte mai no es concretà.

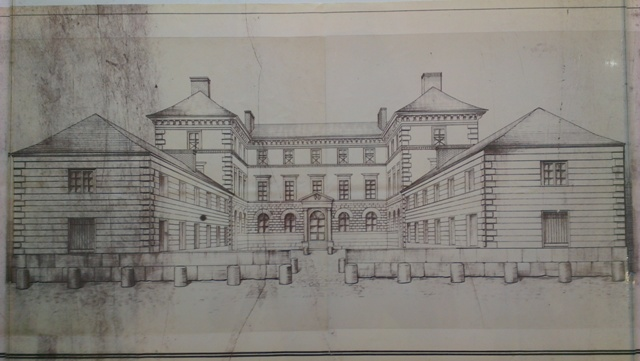
El palau del Rei de Roma a Rambouillet per Constant Auguste Famin. Elevació de la façana sobre el pati.